# صافي ناز كاظم
صافي ناز محمد كاظم أصفهاني (مواليد 17 أغسطس 1937، الإسكندرية، مصر) كاتبة وناقدة مصرية.

## سيرتها
حصلت على ليسانس آداب قسم صحافة من جامعة القاهرة 1959م ثم سافرت إلى أمريكا عام 1960م، حيث حصلت على الماجستير في النقد المسرحي من جامعة نيويورك في يونيو 1966، وعادت إلى مصر في العام ذاته.
دخلت أخبار اليوم صحفية تحت التمرين نوفمبر 1955 وهي طالبة في كلية الآداب قسم صحافة، جامعة القاهرة، وعملت بقسم الأبحاث، ومجلة آخر ساعة، ومجلة الجيل الجديد، ثم انتقلت إلى دار الهلال ناقدة مسرحية وكاتبة بمجلات المصور (التي مارست النقد المسرحي فيها بين عامي 1965 و 1971) والهلال والكواكب.
أما حاليا فهي تمارس الكتابة الصحفية الحرة في مؤسسات صحفية عدة مثل جريدة المصري اليوم وجريدة الشرق الأوسط.
بدأت في صيف 1959 بعد التخرج من الجامعة مباشرة قي شهر مايو بإجراء مغامرة صحفية حيث قامت بجولة في سبع دول أجنبية مع شقيقتها بطريقة الأوتوستوب ولم يكن معها إلا عشرون جنيها فقط، واستغرقت تجربتها سبعين يوما زارت خلالها لبنان واليونان، إيطاليا، ألمانيا وفرنسا، وكتبت تجربتها المثيرة في حلقات نشرت في مجلة «الجيل» وقدمها الكاتب الراحل موسى صبري بأنها «أجرأ مغامرة صحفية عام 1959».
سافرت صافي ناز كاظم للعمل في العراق (هرباً من التضييق عليها في مصر لانتقادها النظام السياسي)، فقامت بتدريس مادة الدراما بكلية الآداب – جامعة المستنصرية (1975- 1980م)، وعادت لتحكي تجربتها في كتاب «يوميات بغداد» وثقت فيه شهادتها عن صدام حسين، وقد صدر هذا الكتاب عام 1982 عن دار أوبن برس في لندن. وأثار الكتاب جدلا كبيراً في الأوساط الثقافية المصرية والعراقية.
منعت من النشر في مصر في أغسطس 1971، وفصلتها رئيسة مجلس إدارة دار الهلال آنذاك أمينة السعيد من العمل 11 نوفمبر 1979 بسبب معارضتها لاتفاقية كامب ديفيد، واستمر منعها من النشر وفصلها من العمل حتى 25 مارس 1983. وكانت اعتقلت صافي ناز كاظم عدة مرات، الأولى كانت عام 1973، والثانية عام 1975، أما المرة الثالثة فكانت عام 1981 في اعتقالات سبتمبر الشهيرة.

## كتبها وآثارها
- رومانتيكيات: وهو أول كتاب صدر لها، عن دار الهلال 1970 بمقدمة لأحمد بهاء الدين.
- يوميات بغداد
- تلابيب الكتابة
- الخديعة الناصرية
- في مسألة السفور والحجاب
- رؤى وذات
- الحقيقة وغسيل المخ
- من ملف مسرح الستينيات
- مسرح المسرحيين
- من دفتر الملاحظات
- عن الحب والحرية
- تاكسي الكلام
- صنعة لطافة
- صورة صدام
- رساليات في البيت النبوي

## حياتها الخاصة
تزوَّجها شاعر العامية أحمد فؤاد نجم في 24 أغسطس 1972، ولهما ابنة وحيدة هي الصحفية نوارة نجم، التي ولدت في إبَّان حرب أكتوبر 1973 فسمَّتها نوَّارة الانتصار أحمد فؤاد نجم، ثم انفصلا في يوليو 1976.